# Chaloupky u Otaslavic

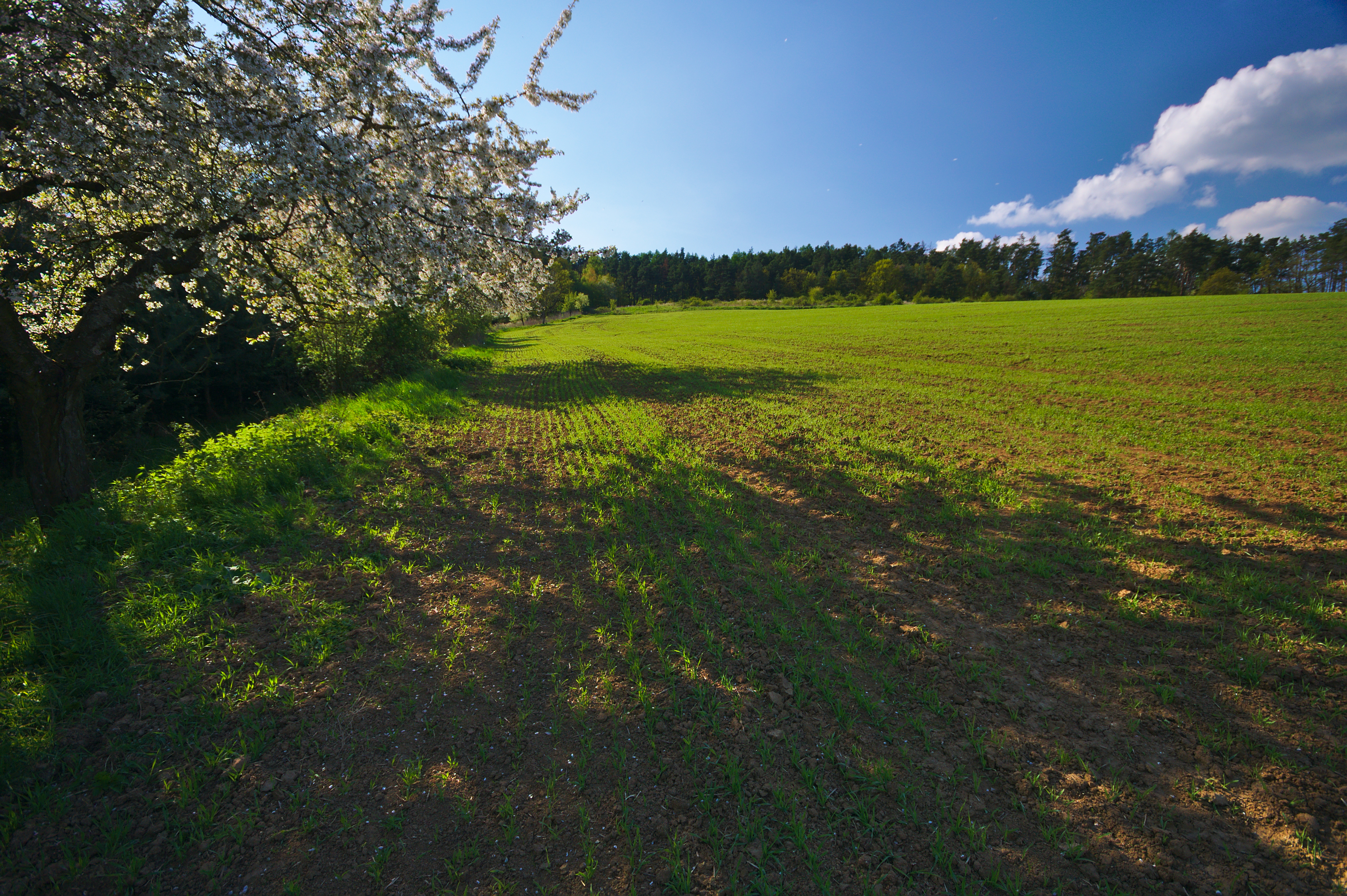
Přírodní památka Pod Obrovou nohou, katastrální území Chaloupky u Otaslavic jsou viditelné na horizontu

Chaloupky u Otaslavic bylo katastrální území o rozloze 6,131265 km² rozkládající se na Drahanské vrchovině mezi obcemi Myslejovice, Otaslavice a Podivice. Katastrální území Chaloupky u Otaslavic vzniklo, v rámci příprav na optimalizaci vojenského újezdu Březina, ke 3. březnu 2014 vyčleněním z katastrálního území Pulkava a do 31. prosince 2015 náleželo k vojenskému újezdu Březina. K 1. lednu 2016 pak bylo toto katastrální území na základě zákona č. 15/2015 Sb., o hranicích vojenských újezdů, přičleněno k obci Otaslavice. Otaslavicím tak byla navrácena podstatná část lesů, které k nim původně náležely. K 24. červenci 2019 bylo katastrální území Chaloupky u Otaslavic zrušeno a území přičleněno k otaslavickému katastru.

## Charakteristika
Chaloupky u Otaslavic byly vůbec největším ze šesti katastrálních území nově vyčleněných v letech 2013 a 2014 v rámci území vojenského újezdu Březina. Téměř celé území je zalesněno, nalézají se zde však i nezalesněné pozemky a jeden dům s číslem popisným. Katastrální území bylo nazváno podle kopce Chaloupky (413 m), jenž je nejvyšším vrcholem na území katastru. Dále se zde nachází kopce Kozlének a Obrova noha, na níž se nachází stejnojmenné hradiště. Katastrálním územím protékaly potoky Ferdinandský a Brodečka. Jižním okrajem katastru procházela silnice spojující Podivice a Sněhotice. Podobně jako ostatních pět nových katastrů spadalo i toto do části vojenského újezdu, v níž se osoby směly pohybovat bez omezení.

## Historický přehled
Většina území k. ú. Chaloupky u Otaslavic byla původně součástí katastrálního území Horní Otaslavice, severovýchod náležel ke katastrálnímu území Dolní Otaslavice, jihozápadní okraj, vymezený na východě původním korytem Ferdinandského potoka (kvůli regulaci již v této podobě koryto potoka neexistuje) ke katastrálnímu území Podivice, nepatrná část náležela ke katastrálnímu území Myslejovice. Po vzniku vojenského újezdu Březina byly pozemky k. ú. Chaloupky u Otaslavic k 1. červnu 1977 od všech výše zmíněných katastrálních území odděleny a začleněny v rámci vojenského újezdu do nově vytvořeného k. ú. Pulkava, z něhož pak byly vyčleněny k 3. březnu 2014.

## Fotogalerie

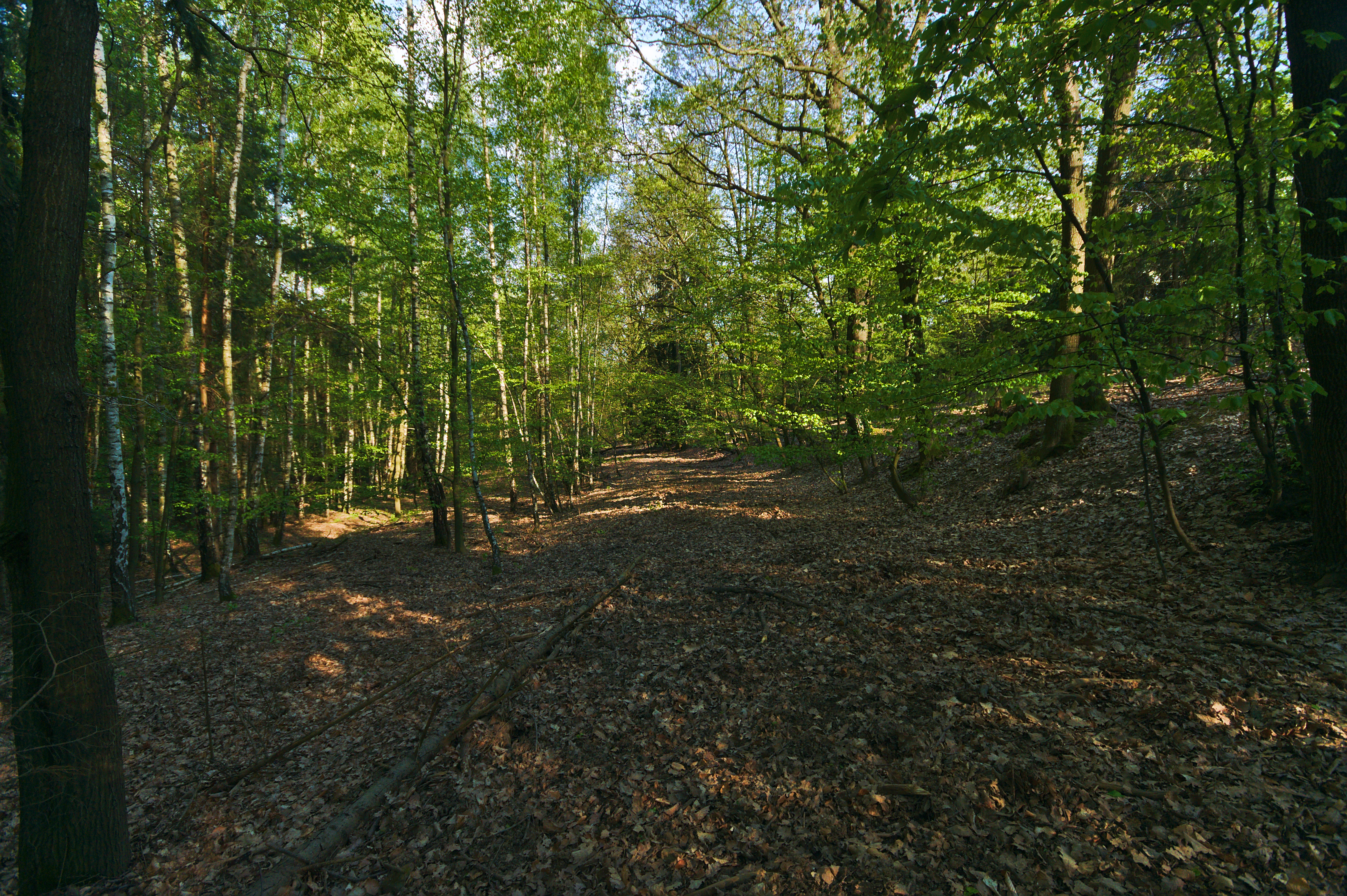
Les na hranicích katastrálního území Chaloupky u Otaslavic
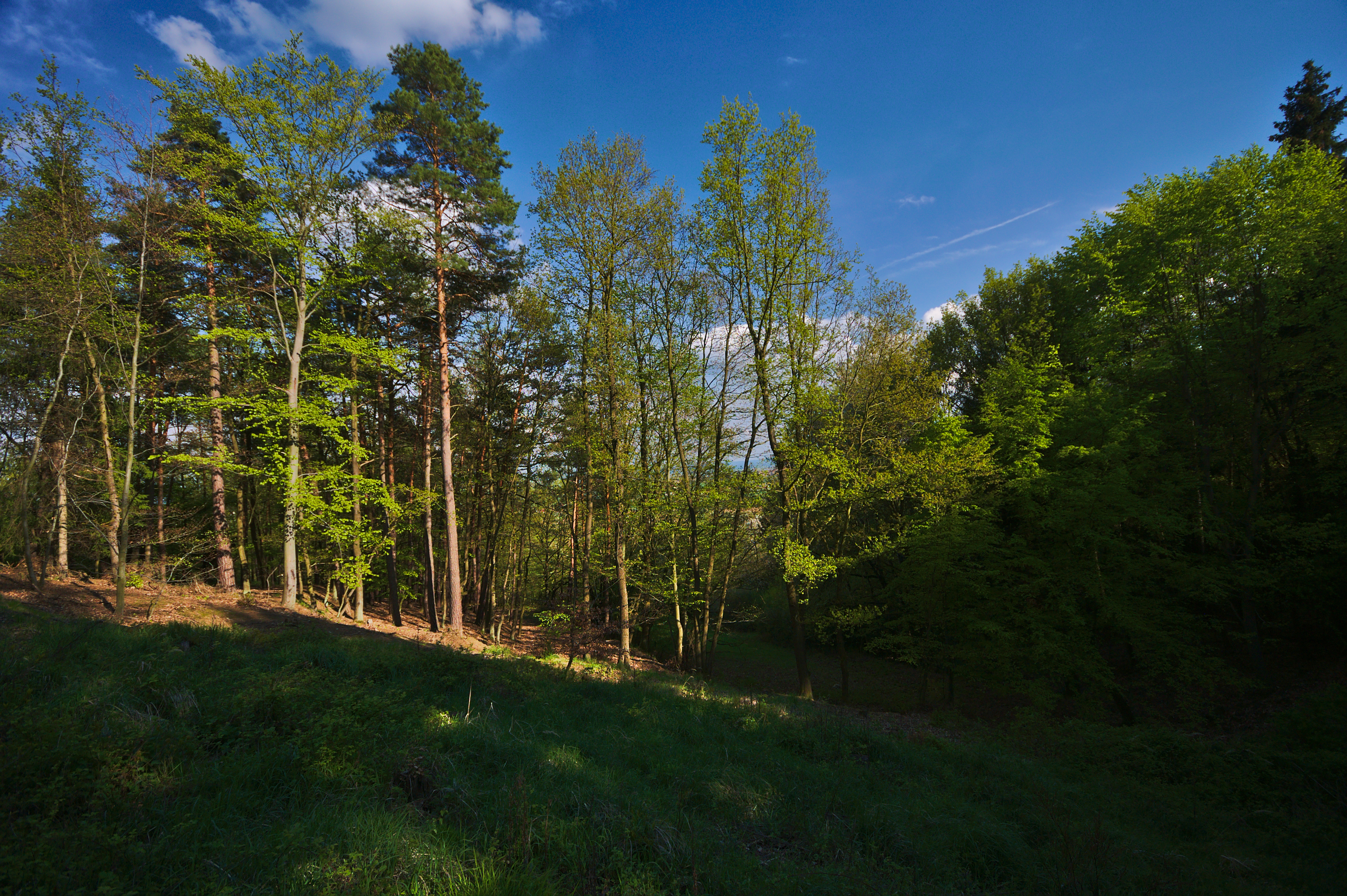
Les na hranicích katastrálního území Chaloupky u Otaslavic
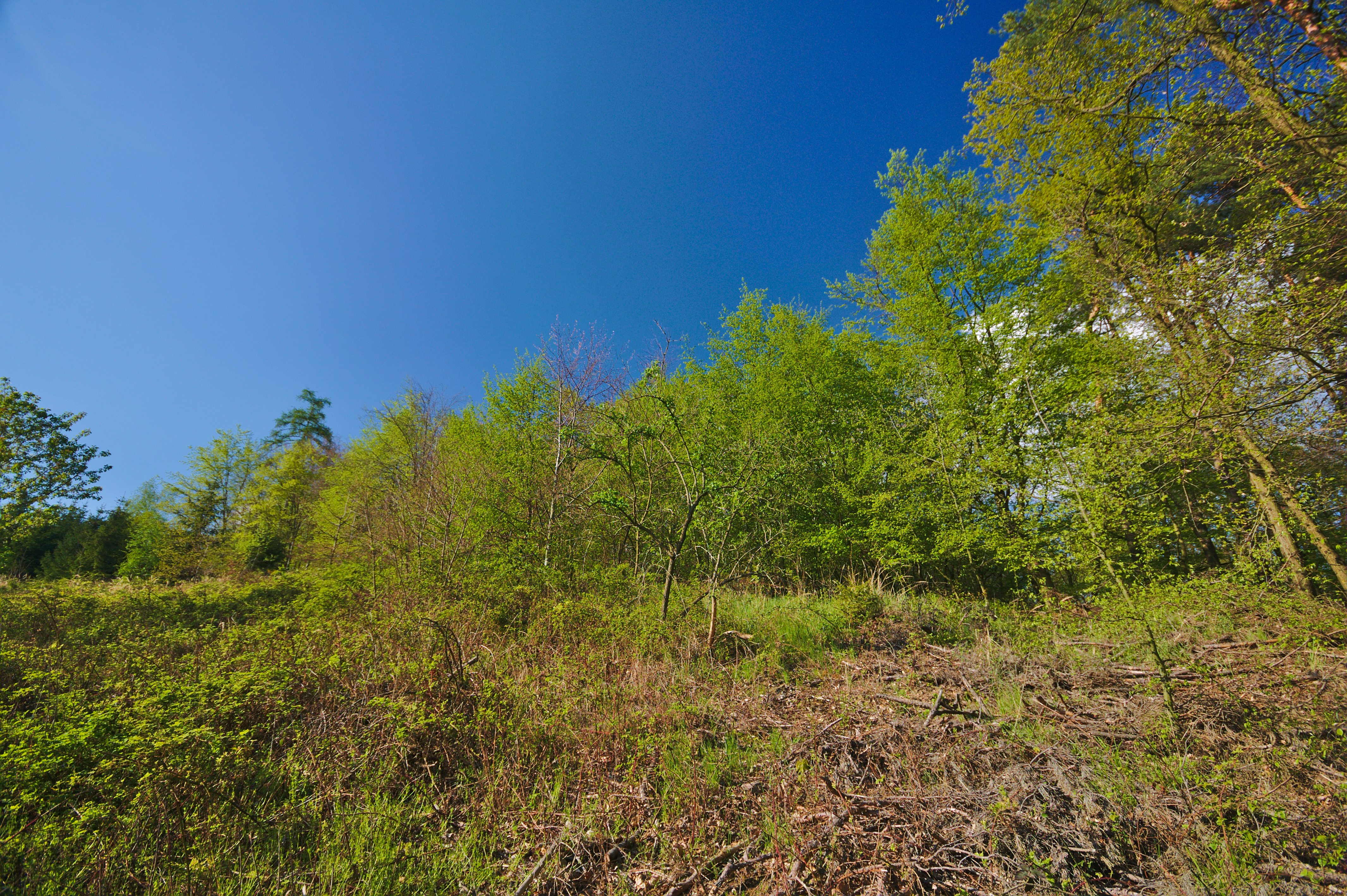
Les na hranicích katastrálního území Chaloupky u Otaslavic
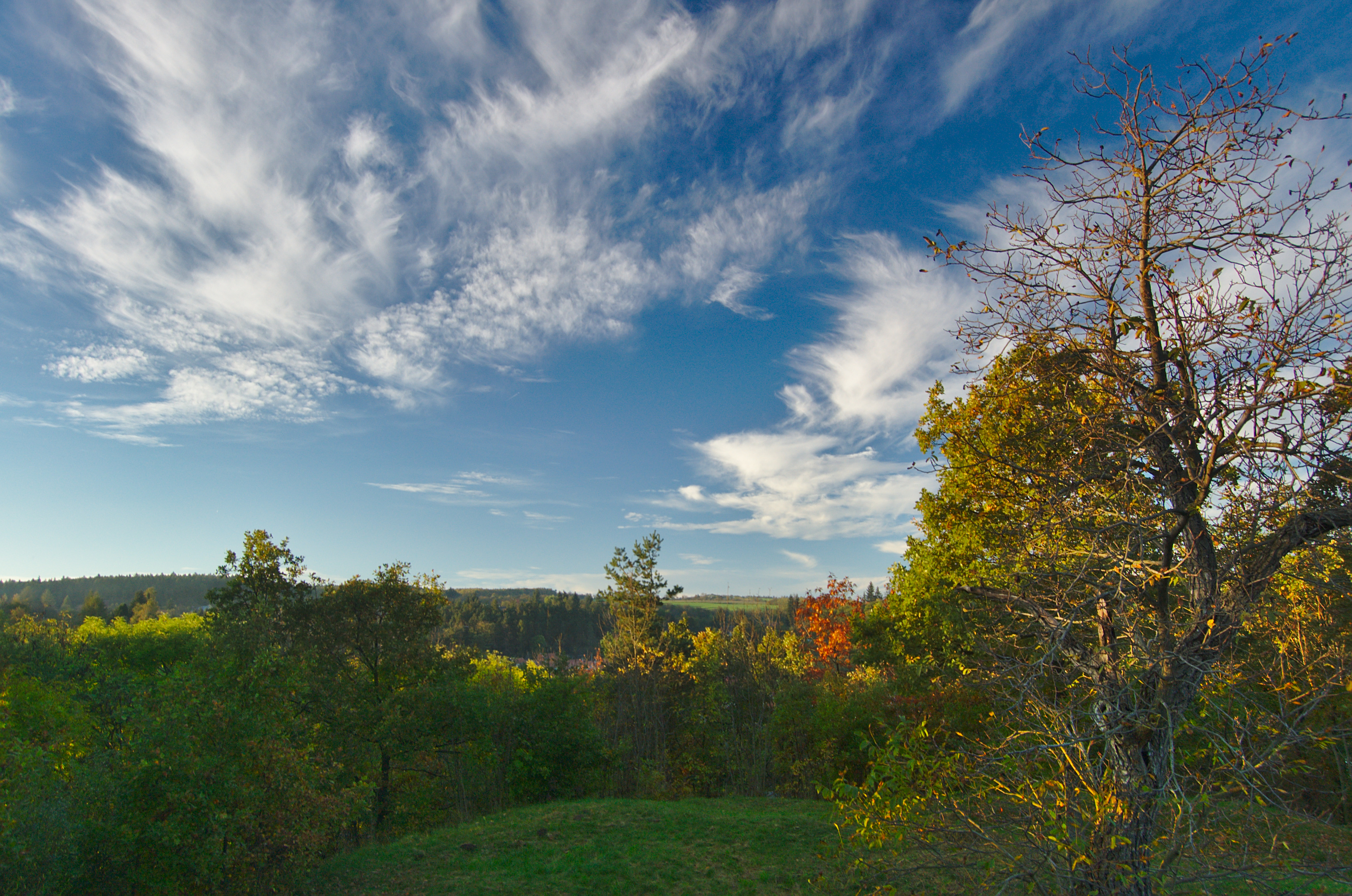
Výhled od Dolního hradu směrem na Chaloupky u Otaslavic